# Ison (Gironda)
Ison (occità) o Izon (francès) és un municipi francès al departament de la Gironda (regió de la Nova Aquitània).
| 1962                                       | 1968  | 1975  | 1982  | 1990  | 1999  | 2007  |
| ------------------------------------------ | ----- | ----- | ----- | ----- | ----- | ----- |
| 1.175                                      | 1.323 | 1.689 | 2.148 | 3.361 | 3.958 | 5.186 |
| Des de 1962: població sense dobles comptes |       |       |       |       |       |       |

| Període   | Identitat            | Partit        |
| --------- | -------------------- | ------------- |
| 1989-2001 | Louis Raymond Préaud |               |
| 2001-     | Thierry Masson       | Divers gauche |